# Synagoge (Alba Iulia)

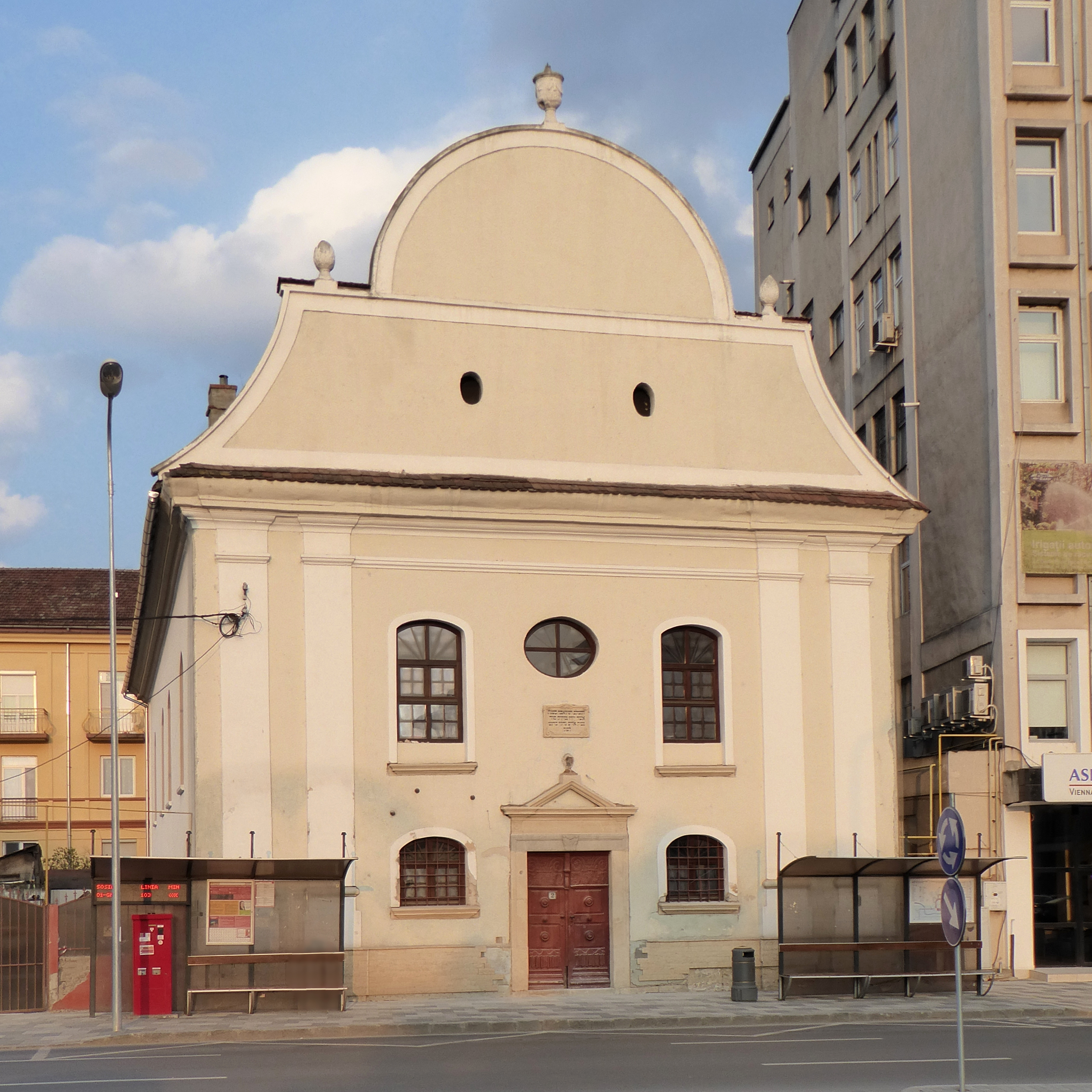
Synagoge in Alba Iulia

Die Synagoge in Alba Iulia, der Hauptstadt des Kreises Alba in der Region Siebenbürgen in Rumänien, wurde 1840 eingeweiht. 
Die Synagoge im Stil des Neobarock verfügt über einen großen Saal, in dessen Mitte die Bima steht. Von der Vorhalle ist die Frauenempore zu erreichen. An der Ostwand ist der Thoraschrein erhalten.